# Chromadorea
Chromadorea je  klasa iz razdela okruglih crva, Nematoda. Oni sadrže jednu podklasu (Chromadoria) i nekoliko redova. Sa takvim redundantnim rasporedom, Chromadoria može biti podeljena ako se utvrdi da redovi formiraju nekoliko klada, ili napušteni ako se utvrdi da čine jedno zračenje.
Članovi ove klase mogu se identifikovati po prisustvu osam sačuvanih signaturnih indela (CSI) koje isključivo deli ova klasa. Ovi molekularni markeri se nalaze u esencijalnim proteinima kao što je tRNK (guanin-N(1))-metiltransferaza i mogu poslužiti kao pouzdan molekularni metod razlikovanja Chromadorea od drugih klasa unutar tipa Nematoda.

## Redovi
Ovde se uslovno postavljeni sledeći redovi:
- Araeolaimida
- Ascaridida[2]
- Chromadorida
- Desmodorida
- Desmoscolecida
- Monhysterida[3]
- Rhabditida
- Rhigonematida[2]

### Napomene
Benthimermithida se takođe povremeno postavljaju ovde. Postoje indikacije da je Ascaridida ugneždena unutar Rhabditida.

## Spoljašnje veze
- Tree of Life Web Project (ToL) (2002): Nematoda Архивирано на веб-сајту  (8. мај 2013). Version of 2002-JAN-01. Retrieved 2008-NOV-02.